# ハイパーキングダム学園
ハイパーキングダム学園（ハイパーキングダムがくえん）、HK学園（エイチケーがくえん）は『天才てれびくんMAX』の2003年度に登場する架空の学校。
『天才てれびくんMAX』2003年度の番組詳細についても本項で解説する。

## ハイパーキングダム学園

### 概要
学校名の表記は校門の看板が「私立ハイパーキングダム学園」、玄関の看板が「ハイパーキングダム学園」。校章にはハイパーキングダムの略称「HK」が刻印されている。

### プロローグ
天てれ学園小・中学校、2003年4月7日午後4時7分47秒。誰もが予想しなかった出来事がまさにその瞬間、同時に起こった。幸生は大好きなおにぎりを…一口も食べようとしなかった。その同じ時、無敵を誇るパワーファイターちひろが腕相撲でイデタクごときに…負けた。そのまた同じ時、ブライアンが愛するぬいぐるみ「ももすけちゃん」のしっぽをやぎっちと志穂に引きちぎられても…全く動じなかった。そのまた同じ時、いつも道に迷う里穂が…曲がり角を一つとして間違えることなく理科室へと辿り着いた。その瞬間、（野球をしている）山ちゃんが打った…。
山元竜一が打ったボールが学校の銅像に当たった瞬間、てれび戦士14人と銅像が突如、ハイパーキングダム学園の校舎屋上にワープする。タマ部長によると「たまたま13人が同時にたまげたーって時に、あの銅像に球が当たって（球を打った山元竜一も一緒に）、たまたまこの世界につながっちゃった」とのこと。
そこには、クラブ活動にあこがれ、野球部やサッカー部をやろうとするも、誰にも相手にされない3人がいた。てれび戦士から部員が少なすぎることを指摘されると、その場にいたてれび戦士14人を強制入部させる。それでも人数が足りないと、てれび戦士に新入部員を探すように命じ、更に7人の新入部員を獲得した。1日で21人の新入部員が増え、上機嫌の先輩部員。てれび戦士が部活動の内容を聞くと「まだ決まっていない、これから決めるんだよ」と言われる。

### エピローグ
2004年3月22日（月曜）
「こちらHK学園笑芸部!」最終話
笑芸部初代部長の間寛平がHK学園の理事長であることが判明。HK学園の名称は間寛平および歴代理事長を務めた間家のイニシャルHKであり、「ハイパーキングダム」は後付け命名であることも明かされた。なお、父親の名前は「間漢方胃腸薬」。
2004年3月23日（火曜）
「HK学園 理事長室」
間寛平理事長の「特製たまご丼給食」を完食すること（丼の底に「卒業」の赤文字）がHK学園の卒業試験であることが明かされる。ゴルゴとレッドは残してしまい留年決定。
2004年3月24日（水曜）
「ゴルゴ13面相」最終回
間寛平が「HK学園第23代理事長」であることが改めて明かされる。理事長の証である印籠をゴルゴ13面相に盗まれゲームに参加する。
究極の力を手に入れ、暴走したエトワールによってHK学園の校舎が全壊する。
2004年3月25日（木曜）
全壊したHK学園の校舎を「TTK建設」が再建工事している。

## 登場人物

### タマ部長
- 声：坂口候一

メインCGキャラクター。
HK学園の校舎屋上を拠点とする「何をするのかをまだ決めていないクラブ」の部長。HK学園の大先輩。

### 先輩部員
- 演：TIM

総合司会の番組設定。
HK学園の校舎屋上でタマ部長とクラブ活動をしているHK学園の先輩。
レッド部員
- 演：レッド吉田

HK学園で理想の部活動を追い求める永遠の青春小僧「レッド吉田」。
ゴルゴ部員
- 演：ゴルゴ松本

レッド部員の後輩。熱き血潮を追い求める熱血小僧「ゴルゴ松本」。

### てれび戦士
2002年度からのてれび戦士は「天てれ学園小・中学校」の出身、2003年度の新人てれび戦士は「HK学園」の在校生の設定。
エンドクレジット記載順（高学年＞姓名五十音）
| てれび戦士               | 学年    |
| ------------------------ | ------- |
| 岩井七世                 | 中学2年 |
| 山元竜一                 | 中学2年 |
| 井出卓也                 | 中学1年 |
| ブライアン・ウォルターズ | 中学1年 |
| 白木杏奈                 | 中学1年 |
| 俵小百合                 | 中学1年 |
| 飯田里穂                 | 小学6年 |
| ド・ランクザン望         | 小学6年 |
| 堀江幸生                 | 小学6年 |
| 堀口美咲                 | 小学6年 |
| 前田公輝                 | 小学6年 |
| 村田ちひろ               | 小学6年 |
| マイケル・メンツァー     | 小学6年 |
| 中村有沙                 | 小学5年 |
| ジョアン・ヤマザキ       | 小学5年 |
| 豕瀬志穂                 | 小学4年 |
| 桜井結花                 | 小学4年 |
| 八木俊彦                 | 小学4年 |
| 近藤エマ                 | 小学3年 |
| 張沢紫星                 | 小学3年 |
| 川﨑樹音                 | 小学2年 |

## こちらHK学園笑芸部!
こちらHK学園笑芸部!（こちらエイチケーがくえんしょうげいぶ）は、2003年4月14日から2004年3月22日まで『天才てれびくんMAX』で放送されていたコーナードラマ。

### 概要
2003年度の月曜日に放送（一部の回を除く）。年間設定「HK学園（ハイパーキングダム学園）」が舞台。笑芸部というお笑いを極める部活動と、笑芸部を潰そうとしている生徒会との戦いが繰り広げられる新喜劇。放送尺は10分、最終話のみ10分30秒。
夏休みには「ミニミニ笑芸部！」というコーナーで短い漫才も披露。MTKのコーナーでは、間寛平・山川恵里佳・井出卓也・飯田里穂・前田公輝の5人が「間寛平 with TDD」として『Go!Go!たまご丼』を歌い、シングルもリリースした。

### 登場人物

#### 笑芸部
- たくや（演：井出卓也）
笑芸部部長
- りほ（演：飯田里穂）
笑芸部マネージャー
- まえだ（演：前田公輝）
笑芸部新入部員
- ぶらいあん（演：ブライアン・ウォルターズ）
忍者留学生
- やまかわ（演：山川恵里佳）
笑芸部顧問
- かんぺい（演：間寛平）
笑芸部初代部長

#### 生徒会
- あんな（演：白木杏奈）
生徒会長
- けんき（演：ケンキ）
生徒会親衛隊
- てる（演：テル）
生徒会親衛隊

#### 「風雲!エドロポリス」初出
- さゆり（演：俵小百合）
エドロポリス園長の娘
- キャサリン（演：堀江幸生）
ぶらいあん（忍者留学生）のフィアンセ
第15話「君の名は!」では、50kg痩せた姿（演：藤原ひとみ）で登場。シュークリームの大食いで元の姿（演：堀江幸生）に戻る。

#### 第5話「親孝行大作戦!」
- しげを（演：千葉繁）
やまかわ（笑芸部顧問）の父
- おしほ（演：豕瀬志穂）
やまかわ（笑芸部顧問）の母

#### 第6話「少年よ タイコを叩け!」
- さんしろう（演：高木三四郎）
応援団長
- さかい（演：坂井良宏）
応援団練習生

#### 第7話「めざせ!HK学園の星!」
- 星竜一（演：山元竜一）
根性野球部キャプテン
- 伴幸生（演：堀江幸生）
根性野球部副キャプテン

#### 第8話「HKシネマパラダイス!」
- すぺるがーぐ やまざき（演：山崎邦正）
名映画監督（自称）

#### 第9話「サムライ・ダイナマイト!」
- ちひろ（演：村田ちひろ）
村田流剣術道場師範

#### 第10話「恐怖化け猫シスターズ!」
- くろねこ（演：黒猫）
オカルト研究部部長
- ちびねこ（演：中村有沙）
オカルト研究部部員

#### 第11話「笑芸部怒りの鉄拳!」
- 宇宙人てっけん（演：鉄拳）

#### 第14話「プチ天変地異!」
- タルボ・フクスケ（フクスケ）
- ボイスコーダー・シャラク（演：シャラク）
- ボイスコーダー・七世（演：岩井七世）

#### 第16話「笑芸部のばら!」
- HK歌劇団・オスカルエリ（演：野村恵里）
- HK歌劇団・アンドリューミサキ（演：堀口美咲）

#### 第17話「学園忍法帳!」
- ビリジアン影（演：岸哲生）
- オレンジサンシャイン影（演：トクナガヒデカツ）

#### 第18話「ス・ペ・ェ・ス ロマンチック!」
- M.I.Bエージェント・かわだ（演：河田貴一）
- M.I.Bエージェント・いせ（演：伊勢浩二）
- ゲロッツ（演：川﨑樹音）

#### 第19話「生徒会vs生徒会!」
- なつき（演：岡本奈月）
裏生徒会長
- くぬぎ（演：功力富士彦）
裏生徒会親衛隊
- あしざわ（演：芦澤和哉）
裏生徒会親衛隊

#### 第21話「生徒会レボリューション!」
- ゆか（演：桜井結花）
あんな（生徒会長）の妹
- こじこじ（演：小島聡）
ゆかの執事

#### 第22話・最終話
- おとうさま（演：げんしじん）
あんな（生徒会長）の父親。20年前、かんぺい（笑芸部初代部長）と漫才コンビ「モンキーモンキー」として活動していた。

### スタッフ
- 脚本 - 森、丸山智子

### 放送日程
| 話     | サブタイトル                 | 初回放送日     | 脚注   |
| ------ | ---------------------------- | -------------- | ------ |
| 第1話  | うちら陽気な笑芸部!          | 2003年04月14日 | [ 1 ]  |
| 第2話  | 生徒会襲来!                  | 2003年04月21日 | [ 2 ]  |
| 第3話  | カモン!顧問!                 | 2003年04月28日 | [ 3 ]  |
| 第4話  | 忍者が学校にやってきた!      | 2003年05月12日 | [ 4 ]  |
| 第5話  | 親孝行大作戦!                | 2003年05月19日 | [ 5 ]  |
| 第6話  | 少年よ タイコを叩け!         | 2003年05月27日 | [ 6 ]  |
| 第7話  | めざせ!HK学園の星!           | 2003年06月02日 | [ 7 ]  |
| 第8話  | HKシネマパラダイス!          | 2003年06月16日 | [ 8 ]  |
| 第9話  | サムライ・ダイナマイト!      | 2003年06月23日 | [ 9 ]  |
| 第10話 | 恐怖化け猫シスターズ!        | 2003年06月30日 | [ 10 ] |
| 第11話 | 笑芸部怒りの鉄拳!            | 2003年07月07日 | [ 11 ] |
| 第12話 | 嗚呼 生徒会!                 | 2003年09月15日 | [ 12 ] |
| 第13話 | 出前笑芸部 in 松山!          | 2003年09月22日 | [ 13 ] |
| 第13話 | 出前笑芸部 in 松山!          | 2003年09月23日 | [ 14 ] |
| 第14話 | プチ天変地異!                | 2003年10月06日 | [ 15 ] |
| 第15話 | 君の名は!                    | 2003年10月13日 | [ 16 ] |
| 第16話 | 笑芸部のばら!                | 2003年10月20日 | [ 17 ] |
| 第17話 | 学園忍法帳!                  | 2003年10月27日 | [ 18 ] |
| 第18話 | ス・ペ・ェ・ス ロマンチック! | 2003年11月10日 | [ 19 ] |
| 第19話 | 生徒会vs生徒会!              | 2003年11月17日 | [ 20 ] |
| 第20話 | 愛と青春のおやびん!          | 2003年11月24日 | [ 21 ] |
| 第21話 | 生徒会レボリューション!      | 2003年12月01日 | [ 22 ] |
| 第22話 | 終わりの始まり!              | 2004年01月12日 | [ 23 ] |
| 最終話 | すばらしき明日へ!            | 2004年03月22日 | [ 24 ] |

## 番組情報
- 番組名称：天才てれびくんMAX
- 通算年数：11年目
- 放送期間：2003年4月7日 - 2004年4月1日
- 放送時間：月曜 - 木曜 18:25 - 19:00（35分）[注 1]
- 舞台設定：ハイパーキングダム学園（HK学園）
- 総合司会：TIM
- ナレーション：鈴木琢磨

| タイトル                          | 備考       |
| --------------------------------- | ---------- |
| 2003年度オープニング・テーマ      | 主題歌OP   |
| good day                          | 主題歌ED   |
| ミュージックてれびくん            | 音楽       |
| こちらHK学園笑芸部!               | 月曜ドラマ |
| 天てれ顔相撲                      | 1学期      |
| あるある川柳                      | 月曜       |
| かきえもん                        | 月曜       |
| B-1                               | 月曜       |
| 出張リクエスト企画                | 火曜       |
| 天てれハウス2003                  | 火曜       |
| 天てれ工房おしかけデッシーズ      | 火曜       |
| ハイパーげんごリアン              | 火曜       |
| 死語20世紀                        | 火曜       |
| 天てれスタジアム 戦国フリースロー | 水曜       |
| T.T.K. HEADLINE NEWS              | 水曜       |
| なりきりシンガーズ                | 水曜       |
| ゴル語                            | 水曜・月曜 |
| ゴルゴ13人                        | 木曜       |
| ゴルゴ13面相                      | 木曜       |
| 2003年度 短期企画                 |            |
| 風雲!エドロポリス                 | イベント   |
| モンキー座のゴルゴ13面相          | イベント   |

## 音楽

### 2003年度オープニング・テーマ
2003年度オープニング・テーマ
- インストゥルメンタル
- 作曲・編曲：松江潤
- 放送尺：28秒

音楽商品
- 2003年06月18日『天てれ上カルビ MTK The 6th』
- 2003年12月17日『天てれビッグバン MTK The 7th』

### good day
2003年度エンディングテーマ。
good day
- 歌：てれび戦士2003
- 作詞・作曲：ちはる（Kiroro）
- 編曲：KANAME
- 最大放送尺：1分55秒

音楽商品
- 2003年06月18日『天てれ上カルビ MTK The 6th』
- 2003年12月17日『天てれビッグバン MTK The 7th』

## 2003年度 短期企画
| 2003年        | 企画                                            | 脚注   |
| ------------- | ----------------------------------------------- | ------ |
| 04月07日 月曜 | 2003年度プロローグ / 新入部員紹介               | [ 25 ] |
| 04月08日 火曜 | 先輩部員紹介 / 新入部員紹介                     | [ 26 ] |
| 04月09日 水曜 | 新入部員紹介                                    | [ 27 ] |
| 04月15日 火曜 | 出張リクエスト 野球                             | [ 28 ] |
| 04月29日 火曜 | 出張リクエスト 綱引き                           | [ 29 ] |
| 04月30日 水曜 | ゴルゴ部                                        | [ 30 ] |
| 05月28日 水曜 | 出張リクエスト 文通友だち                       | [ 31 ] |
| 07月01日 火曜 | 出張リクエスト 卓球                             | [ 32 ] |
| 09月01日 月曜 | 3人だけの小学校〜夏休みふれあい日記〜           | [ 33 ] |
| 09月02日 火曜 | レッド吉田のとっておき京都ツアー                | [ 34 ] |
| 09月03日 水曜 | 南の島に謎の生物を追え!                         | [ 35 ] |
| 09月04日 木曜 | 本日封切!手作りアニメ                           | [ 36 ] |
| 09月08日 月曜 | 迷子アザラシ海にかえそう!大作戦                 | [ 37 ] |
| 09月23日 火曜 | 風雲!エドロポリス 笑劇の裏側大公開の巻          | [ 14 ] |
| 10月06日 月曜 | てれび戦士の幼少写真                            | [ 15 ] |
| 10月07日 火曜 | 出張リクエスト ベーゴマ                         | [ 38 ] |
| 10月15日 水曜 | 見ないでも記憶でかいちゃいましょう お絵かき大会 | [ 39 ] |
| 11月11日 火曜 | 出張リクエスト 双子姉妹                         | [ 40 ] |
| 12月02日 火曜 | カメカメラ大王 / 犬嫌い克服大作戦               | [ 41 ] |
| 2004年        | 企画                                            | 脚注   |
| 02月11日 水曜 | モンキー座のゴルゴ13面相 舞台裏                 | [ 42 ] |
| 03月25日 木曜 | 年度末特別生放送                                | [ 43 ] |

## 天てれ顔相撲
2003年度1学期の番組冒頭（アバンタイトル）に放送。てれび戦士が横綱ゴルゴに挑む、にらめっこ対決。
| 回 | 2003年  | てれび戦士               | 四股名           | 勝敗 |
| -- | ------- | ------------------------ | ---------------- | ---- |
| 01 | 4月14日 | 山元竜一                 |                  |      |
| 02 | 4月15日 | 出張1 北海道栗山町       |                  | 負け |
| 03 | 4月16日 | 張沢紫星                 |                  |      |
| 04 | 4月21日 | 堀江幸生                 | 豚足ダイナマイト | 負け |
| 05 | 4月22日 | 桜井結花                 | 桜丸             | 勝ち |
| 06 | 4月23日 | 中村有沙                 | 有の海           | 負け |
| 07 | 4月28日 | 俵小百合                 |                  |      |
| 08 | 4月29日 | 出張2 長野県上田市       |                  |      |
| 09 | 4月30日 | 八木俊彦                 |                  |      |
| 10 | 5月12日 | ジョアン・ヤマザキ       | ジョあんころもち | 負け |
| 11 | 5月14日 | 村田ちひろ               |                  |      |
| 12 | 5月19日 | 井出卓也                 |                  |      |
| 13 | 5月20日 | 白木杏奈                 |                  |      |
| 14 | 5月21日 | 豕瀬志穂                 |                  |      |
| 15 | 5月27日 | 岩井七世                 |                  |      |
| 16 | 5月29日 | ド・ランクザン望         |                  |      |
| 17 | 6月02日 | 川﨑樹音                 |                  | 引分 |
| 18 | 6月16日 | ブライアン・ウォルターズ |                  |      |
| 19 | 6月23日 | 近藤エマ                 |                  |      |
| 20 | 6月24日 | 前田公輝                 | 公ノ丸           | 引分 |
| 21 | 6月30日 | 飯田里穂                 | 里稲穂           | 負け |
| 22 | 7月07日 | マイケル・メンツァー     |                  |      |
| 23 | 7月09日 | 堀口美咲                 | 美咲乃華         | 勝ち |

## あるある川柳
2003年度放送。日常で「あるある」と思うことを川柳にして発表。
1. 2003年04月09日 水曜 [27]
2. 2003年05月12日 月曜 [4]
3. 2003年06月16日 月曜 [8]
4. 2003年09月15日 月曜 [12]
5. 2003年10月13日 月曜 [16]
6. 2003年11月17日 月曜 [20]
7. 2004年03月22日 月曜 [24]
あるある川柳ファイナル あるあるカルタ大会

## かきえもん
2003年度の月曜日（2003年5月27日のみ火曜日）に放送。
| 2003年   | テーマ                     | 審査員         | 脚注   |
| -------- | -------------------------- | -------------- | ------ |
| 04月14日 | いたらいいなこんなロボット |                | [ 1 ]  |
| 05月27日 | いたらいいなこんなロボット |                | [ 6 ]  |
| 06月30日 | すんでみたいなこんな家!    |                | [ 10 ] |
| 09月22日 | デビューするならこんな服   | いつもここから | [ 13 ] |
| 10月27日 | 会ってみたいなこんな宇宙人 | 王様           | [ 18 ] |
| 12月01日 | いたら怖いこんなバケモノ   | 山咲トオル     | [ 22 ] |

## B-1
B-1グランプリ、B-1クライマックスは、2003年度の月曜日（最終回のみ火曜日）に放送されていた文房具を使ったゲームコーナー。
| 初回放送日     | 競技             | 脚注   |
| -------------- | ---------------- | ------ |
| 2003年04月21日 | 消しセルバスケ   | [ 2 ]  |
| 2003年05月19日 | ものさしピック   | [ 5 ]  |
| 2003年06月02日 | 鉛筆立て         | [ 7 ]  |
| 2003年06月23日 | 消し飛ばキャッチ | [ 9 ]  |
| 2003年07月07日 | けしけしタワー   | [ 11 ] |
| 2003年10月06日 | 消しゴムはじき   | [ 15 ] |
| 2003年10月20日 | ころころテープ   | [ 17 ] |

| 初回放送日     | 競技            | 脚注   |
| -------------- | --------------- | ------ |
| 2003年11月10日 | ものさしピックS | [ 19 ] |
| 2003年11月24日 | 鉛筆一分間立て! | [ 21 ] |
| 2004年01月12日 | 消しゴムはじき! | [ 23 ] |
| 2004年03月23日 | ファイナル      | [ 44 ] |

## 出張リクエスト企画 2003年度
| 年度別 | 2003 - 2004 |

2003年度に放送。みんなの夢をかなえるため全国各地を出張。

### 出張リクエスト 野球
- リクエスト：北海道で雪上野球開幕戦
- 放送日
  - 本放送：2003年04月15日 火曜 [28]
  - 再放送：2003年09月29日 月曜 [45]
- 依頼者：栗山英樹
- ロケ場所：北海道夕張郡栗山町 栗の樹ファーム
- 天てれMAXチーム
  - 監督 - レッド吉田
  - ピッチャー - 山元竜一
  - キャッチャー - ド・ランクザン望
  - ファースト - 堀江幸生
  - セカンド - 俵小百合
  - サード - 前田公輝
  - ショート - 川﨑樹音
  - レフト - 堀口美咲
  - センター - レッド吉田
  - ライト - 八木俊彦
  - ベンチ控え - 豕瀬志穂、張沢紫星
- 角田リトルタイガース
  - 特別監督 - ゴルゴ松本

### 出張リクエスト 綱引き
- リクエスト：綱引きチーム引退試合
- 放送日
  - 本放送：2003年04月29日 火曜 [29]
  - 再放送：2003年09月30日 火曜 [46]
- ロケ場所：長野県上田市

### 出張リクエスト 文通友だち
- リクエスト：石川県の文通相手と会いたい
- 放送日
  - 本放送：2003年05月28日 水曜 [31]
  - 再放送：2003年10月01日 水曜 [47]

|            | ゴルゴチーム               | レッドチーム                       |
| ---------- | -------------------------- | ---------------------------------- |
| 出発地     | 山口県小郡町               | 石川県金沢市                       |
| TIM        | ゴルゴ松本                 | レッド吉田                         |
| てれび戦士 | 俵小百合 桜井結花 近藤エマ | ド・ランクザン望 中村有沙 川﨑樹音 |

### 出張リクエスト 卓球
- リクエスト：女子卓球部が男子卓球部に勝てるように手を貸してほしい
- 放送日
  - 本放送：2003年07月01日 火曜 [32]
  - 再放送：2003年10月02日 木曜 [48]
- ロケ場所：埼玉県川越市 川越市立高階中学校
- 女子卓球部 天才エイティーン
ゴルゴ松本、桜井結花、飯田里穂、村田ちひろ
- 男子卓球部 ファイティングボーイズ
レッド吉田、張沢紫星、前田公輝、山元竜一

### 出張リクエスト ベーゴマ
- リクエスト：ベーゴマでライバルに勝ちたい!
- 放送日
  - 本放送：2003年10月07日 火曜 [38]
  - 再放送：2003年12月24日 水曜 [49]
- ロケ場所：埼玉県
- てれび戦士：堀江幸生、八木俊彦

### 出張リクエスト 双子姉妹
- リクエスト：双子の姉妹で入れ替わりたい
- 放送日
  - 本放送：2003年11月11日 火曜 [40]
  - 再放送：2003年12月25日 木曜 [50]
- ロケ場所：長野県中野市 中野市立中野平中学校
- 出張出演：レッド吉田、村田ちひろ、ジョアン・ヤマザキ
- 収録コメント：FLIP-FLAP

## 天てれ工房おしかけデッシーズ
2003年度の火曜日に放送。日本中の職人さんにてれび戦士が弟子入りし、その技を盗むコーナー。
| 2003年   | テーマ             | 講師             | てれび戦士                           | 脚注   |
| -------- | ------------------ | ---------------- | ------------------------------------ | ------ |
| 04月22日 | 手書き鯉のぼり職人 | 橋本隆           | ブライアン・ウォルターズ、村田ちひろ | [ 51 ] |
| 05月20日 | ピンホールカメラ   | 田所美惠子       | 俵小百合、堀江幸生                   | [ 52 ] |
| 06月03日 | 陶芸               | 吉田明           | 井出卓也、飯田里穂                   | [ 53 ] |
| 06月24日 | 万華鏡             | 角敏郎           | 前田公輝、ジョアン・ヤマザキ         | [ 54 ] |
| 07月08日 | 和紙               | 鷹野禎三         | 堀口美咲、中村有沙                   | [ 55 ] |
| 09月16日 | ドールハウス       | 河南まり子       | 白木杏奈、ジョアン・ヤマザキ         | [ 56 ] |
| 10月14日 | ケイビング         | 竹内健次         | ド・ランクザン望、桜井結花           | [ 57 ] |
| 10月28日 | マジック           | 北見伸、山上兄弟 | 山元竜一、近藤エマ                   | [ 58 ] |
| 11月18日 | 折り紙ヒコーキ     | 戸田拓夫         | 俵小百合、八木俊彦                   | [ 59 ] |

## ハイパーげんごリアン
2003年度1学期の火曜日に放送。外国と関係のあるてれび戦士を毎回先生に迎え、外国の言葉や文化を学ぶコーナー。
| 2003年   | 言語       | てれび戦士               | 脚注   |
| -------- | ---------- | ------------------------ | ------ |
| 05月20日 | 中国語     | 張沢紫星                 | [ 52 ] |
| 06月03日 | スペイン語 | ブライアン・ウォルターズ | [ 53 ] |
| 06月24日 | フランス語 | ド・ランクザン望         | [ 54 ] |

## 死語20世紀
2003年度2学期の火曜日放送。降霊術師イタゴルゴ（ゴルゴ松本）が20世紀から死語を呼び出しクイズ方式で学習。
| 2003年   | 死語                                  | 脚注   |
| -------- | ------------------------------------- | ------ |
| 09月16日 | 今日、耳日曜                          | [ 56 ] |
| 10月14日 |                                       | [ 57 ] |
| 10月28日 | とっくりセーター 象が踏んでも壊れない | [ 58 ] |
| 11月18日 | 竹の子族 カミナリ族 窓際族 ホタル族   | [ 59 ] |

## T.T.K. HEADLINE NEWS
2003年度の水曜日に放送（一部の回を除く）。キャスターのてれび戦士が毎回自身にまつわるニュースを読み上げるトークコーナー。
| 回 | キャスター               | 解説                     | 放送日         | 脚注   |
| -- | ------------------------ | ------------------------ | -------------- | ------ |
| 01 | ブライアン・ウォルターズ | 川﨑樹音                 | 2003年04月09日 | [ 27 ] |
| 02 | マイケル・メンツァー     | 川﨑樹音                 | 2003年04月16日 | [ 60 ] |
| 03 | 白木杏奈                 | 川﨑樹音                 | 2003年04月23日 | [ 61 ] |
| 04 | 村田ちひろ               | 張沢紫星                 | 2003年04月28日 | [ 3 ]  |
| 05 | 豕瀬志穂                 | ド・ランクザン望         | 2003年04月30日 | [ 30 ] |
| 06 | ド・ランクザン望         | 川﨑樹音                 | 2003年05月12日 | [ 4 ]  |
| 07 | 八木俊彦                 | 井出卓也                 | 2003年05月14日 | [ 62 ] |
| 08 | 堀江幸生                 | ド・ランクザン望         | 2003年05月21日 | [ 63 ] |
| 09 | ジョアン・ヤマザキ       | 近藤エマ                 | 2003年05月29日 | [ 64 ] |
| 10 | 井出卓也                 | 張沢紫星                 | 2003年06月04日 | [ 65 ] |
| 11 | 俵小百合                 | 張沢紫星                 | 2003年06月18日 | [ 66 ] |
| 12 | 飯田里穂                 | 中村有沙                 | 2003年06月25日 | [ 67 ] |
| 13 | 中村有沙                 | 近藤エマ                 | 2003年07月02日 | [ 68 ] |
| 14 | 近藤エマ                 | マイケル・メンツァー     | 2003年07月08日 | [ 55 ] |
| 15 | 川﨑樹音                 | 中村有沙                 | 2003年07月09日 | [ 69 ] |
| 16 | 桜井結花                 | 堀口美咲                 | 2003年09月17日 | [ 70 ] |
| 17 | 堀口美咲                 | 近藤エマ                 | 2003年09月24日 | [ 71 ] |
| 18 | 張沢紫星                 | 八木俊彦                 | 2003年10月08日 | [ 72 ] |
| 19 | 山元竜一                 | ジョアン・ヤマザキ       | 2003年10月15日 | [ 39 ] |
| 20 | 岩井七世                 | 堀江幸生                 | 2003年10月22日 | [ 73 ] |
| 21 | ブライアン・ウォルターズ | 川﨑樹音                 | 2003年10月29日 | [ 74 ] |
| 22 | 前田公輝                 | ド・ランクザン望         | 2003年11月12日 | [ 75 ] |
| 23 | 近藤エマ                 | 堀江幸生                 | 2003年11月19日 | [ 76 ] |
| 24 | 村田ちひろ               | 飯田里穂                 | 2003年11月26日 | [ 77 ] |
| 25 | 前田公輝                 | 川﨑樹音                 | 2003年12月03日 | [ 78 ] |
| 26 | 山元竜一                 | ブライアン・ウォルターズ | 2004年01月14日 | [ 79 ] |

## ゴル語
2003年度放送。
| 2003年   | ゴル語                         | 脚注   |
| -------- | ------------------------------ | ------ |
| 05月21日 |                                | [ 63 ] |
| 05月29日 | あやまるとき                   | [ 64 ] |
| 06月04日 | 別れのあいさつ                 | [ 65 ] |
| 06月25日 |                                | [ 67 ] |
| 09月22日 | 自分の焼肉を食べられた時       | [ 13 ] |
| 10月08日 | 人前でおならをしたとき         | [ 72 ] |
| 10月20日 | 告白                           | [ 17 ] |
| 10月27日 | 怒ったとき                     | [ 18 ] |
| 11月24日 | 騒いでいる人たちを静かにさせる | [ 21 ] |

## 天てれスタジアム 戦国フリースロー
2003年度の水曜日（一部の回を除く）に放送。司会は石田靖。

### 概要
バスケットボールのフリースローをモチーフにしたゲーム。チーム構成はミラクルシューターと同じかてれび戦士3人のチーム。1人1投ずつシュートし、いくつかあるゴール（かなり近い30点、ある程度離れた50点、通常のゴールの100点、かなり遠くバックボードも小さい200点）に入れば得点となる。ただしシュートしたエリアによって獲得得点に倍率がかけられる（通常エリア…1倍、通常エリアの後方…2倍、2倍エリアの左右…3倍）。ただし、シュートエリアから足がはみ出した場合(ジャンプで投げた後の着地も含む)は0点。また、☆のゴールに入れるとドリームゴールとなりルーレットを回し、出た得点（200から-100の10点刻み、ゴール得点にない40点や60点などもある）×エリア倍率の得点が加算される。前後半3回ずつ6回の合計得点の多いチームの勝利。
番組後半からは全国代表チーム（てれび戦士1人＋一般小学生3人）とてれび戦士代表チーム（てれび戦士4人）の12チームによるトーナメント制の優勝チーム決定戦が行われた。このときのルールは前後半4回ずつ合計8回投げて得点の多い方が勝利。各選手は何のゴールを狙うかを宣言してからボールを投げる。ただし、宣言した以外のゴールに決まってもポイントは有効（100点のゴールを狙ったボールがはじかれた結果ドリームに入り、結果的にルーレットで100点を獲得するという奇跡が起きたチームがある）。

### 2003年度1学期
| 放送日         | チーム                 | メンバー                                           | 脚注   |
| -------------- | ---------------------- | -------------------------------------------------- | ------ |
| 2003年 4月16日 | KYA                    | 堀江幸生、桜井結花、白木杏奈                       | [ 60 ] |
| 2003年 4月16日 | yellow fighters        | マイケル・メンツァー、前田公輝、ジョアン・ヤマザキ | [ 60 ] |
| 4月23日        | 3大仏                  | 井出卓也、俵小百合、中村有沙                       | [ 61 ] |
| 4月23日        | 0                      | 奈良県生駒市                                       | [ 61 ] |
| 4月30日        | Rainbow3               | ジョアン・ヤマザキ、八木俊彦、近藤エマ             | [ 30 ] |
| 4月30日        | 上小ブラザーズ         | 埼玉県 さいたま市立上小小学校                      | [ 30 ] |
| 5月14日        | 魚香団                 | 村田ちひろ、岩井七世、山元竜一                     | [ 62 ] |
| 5月14日        | 0                      |                                                    | [ 62 ] |
| 5月21日        | 奈ブ咲ストロ→ズ        | 白木杏奈、ブライアン・ウォルターズ、堀口美咲       | [ 63 ] |
| 5月21日        | ガールズビーガールズ   | 栃木県                                             | [ 63 ] |
| 5月29日        | 拍皮球                 | 飯田里穂、中村有沙、張沢紫星                       | [ 64 ] |
| 5月29日        | 小高原っ子スマイリーズ | 愛知県 刈谷市立小高原小学校                        | [ 64 ] |
| 6月04日        | どうでも☆いいじゃん    | マイケル・メンツァー、ジョアン・ヤマザキ、豕瀬志穂 | [ 65 ] |
| 6月04日        | 0                      |                                                    | [ 65 ] |
| 6月18日        | カマトロ3兄弟          | 俵小百合、村田ちひろ、前田公輝                     | [ 66 ] |
| 6月18日        | 0                      |                                                    | [ 66 ] |
| 6月25日        | 珍味149kg              | 堀江幸生、八木俊彦、桜井結花                       | [ 67 ] |
| 6月25日        | 0                      |                                                    | [ 67 ] |
| 7月02日        | 江戸っ子☆たましーズ    | 岩井七世、ド・ランクザン望、近藤エマ               | [ 68 ] |
| 7月02日        | 0                      |                                                    | [ 68 ] |
| 7月09日        | デコボッコーズ         | 山元竜一、ブライアン・ウォルターズ、川﨑樹音       | [ 69 ] |
| 7月09日        | 0                      |                                                    | [ 69 ] |

### 全国トーナメント
| 2003年   | 対戦        | 対戦        | 脚注   |
| -------- | ----------- | ----------- | ------ |
| 09月17日 | 中国        | 中部B       | [ 70 ] |
| 09月24日 | てれび戦士A | 北海道      | [ 71 ] |
| 10月08日 | 近畿A       | てれび戦士B | [ 72 ] |
| 10月15日 | 東北        | 関東A       | [ 39 ] |
| 10月22日 | 中部A       | 九州・沖縄  | [ 73 ] |
| 10月29日 | 中部B       | 近畿B       | [ 74 ] |
| 11月12日 | 関東B       | 北海道      | [ 75 ] |
| 11月19日 | てれび戦士B | 四国        | [ 76 ] |
| 11月26日 | 関東A       | 中部A       | [ 77 ] |
| 12月03日 | 近畿B       | 北海道      | [ 78 ] |
| 2004年   | 対戦        | 対戦        | 脚注   |
| 01月14日 | 中部A       | 四国        | [ 79 ] |
| 03月23日 | 近畿B       | 四国        | [ 44 ] |

| 代表        | チーム                   | メンバー                                 |
| ----------- | ------------------------ | ---------------------------------------- |
| 北海道      | 北海道ブラザーズだしぃー | てれび戦士：ド・ランクザン望             |
| 東北        |                          | てれび戦士：ブライアン・ウォルターズ     |
| 関東A       | スペローファイターズ     | てれび戦士：前田公輝                     |
| 関東B       |                          | てれび戦士：マイケル・メンツァー         |
| 中部A       | MYAMヒカリ               | てれび戦士：中村有沙                     |
| 中部B       |                          | てれび戦士：白木杏奈                     |
| 近畿A       |                          | てれび戦士：ジョアン・ヤマザキ           |
| 近畿B       | 伊川谷KOBe KiDs          | てれび戦士：八木俊彦                     |
| 中国        |                          | てれび戦士：堀江幸生                     |
| 四国        | さぬキッズ4              | てれび戦士：桜井結花                     |
| 九州・沖縄  |                          | てれび戦士：岩井七世                     |
| てれび戦士A | green peace RIN!RIN!     | 俵小百合、堀口美咲、近藤エマ、張沢紫星   |
| てれび戦士B | じしちや42               | 山元竜一、村田ちひろ、豕瀬志穂、川﨑樹音 |

| 天才てれびくん スポーツゲーム         | 天才てれびくん スポーツゲーム | 天才てれびくん スポーツゲーム         |
| ------------------------------------- | ----------------------------- | ------------------------------------- |
| 2001年度 - 2002年度ミラクルシューター | 2003年度戦国フリースロー      | 2004年度 - 2008年度紙フトタッチダウン |

## ゴルゴ13人

### 概要
2003年度1学期の木曜日に放送された。全12回で本物のゴルゴと偽物のゴルゴ12人を合わせて13人という意味である。
レッド吉田率いる「てれび戦士」チームと、ゴルゴ松本とゲスト芸能人(1～2名)による「ゴルゴ」チームに分かれた。毎回いくつかのゲームを行い、各ゲームてれび戦士チームが勝つと1P（または2P）獲得、最終決戦ゲームのニャンジャ屋敷に参加できる人数が決まる。てれび戦士チームが全敗すると最終決戦を行えないルールだが、何らかの救済措置が与えられ実際は毎回最終決戦は必ず行われていた。
てれび戦士とレッドが突然行方不明になったゴルゴを探し、助け出すためにゲームで対決。化け猫エトワール・アランポー（声：高田由美）率いる偽ゴルゴと戦いながら、キーワードを集めてゴルゴがいる場所を突き止めていく。偽ゴルゴは干支の着ぐるみで登場する（順番はランダム）。ゴルゴがエトワールにさらわれたことが判明し、原因は空腹のあまりエトワールのお供えもののダンゴを食べてしまったことだった。

### ゲーム解説
記憶のメリーゴーラウンド
360度のパノラマ映像を見て、記憶を頼りに後の質問に答えるゲーム。初回の第1問目だけてれび戦士チームは代表者3名で戦ったが、ゴルゴのクレームが大人気ないという理由で、2問目以降は全員で答えることになった。
サンバ de しりとり
サンバ（Samba de Janeiro）のリズムに合わせてノリノリでしりとりをするゲーム。答えるまでの間は踊っていなくてはならない。文字数がそのまま得点になる。最後はゴールぴったりでなければならない（得点は2倍になる）。単語が名詞ではなかった場合など、しりとりとして不適切な単語の解答は無効となり、解答権は相手チームに移る。
なりきりすごろく
毎回テーマに沿ったすごろくをしていき、チャンスのマスに止まると指令が出され、成功すると3マス進むことが出来る（失敗した場合はそのまま。初回のゴール直前のチャンスマスは、失敗すると2マス戻らなければならなかった）。ゴールはぴったりで止まらなければならず、ゴールを超過した分は戻らなければならない。ゴールするとダジャレにちなんだプレゼントをチーム全員が貰える（例：「紅白への道」の場合、紅白まんじゅう）。テーマ「いい人」のときのみプレゼントが与えられなかった（英語でいいは「ナイス」、人は「マン」→ナイスマン→ない、すまん）。
文字の迷宮
ミニシャトルの中へ入り、文字の中を探検してその文字を当てるクイズゲーム。昔あった「文字の迷宮」のリメイクバージョン。毎回2人がシャトルに乗り、一人はハンドル操作、もう一人は足踏みして前進する。制限時間は60秒。残り時間が得点になり、得点の高いほうが勝利となる。ただし、2回不正解で失格。当初は文字の種類は指定されていなかったようだが、後半はひらがな限定となったようである(前期は実際にカタカナの出題もあり、解答の際も『ひらがなのあ』などのように解答していたが、後期はただ文字をいうだけになっていた)。
相性 天クエスチョンズ
各チーム2人が出場し、エトワールがある質問を出しそれに答えていくゲーム。仲間同士で同じ答えが多いチームの勝利。当初は答えの発表は両チーム一度に全問分行われていたが、後に一問一問交互に行う形となっている。
ゴルゴン VS レッドン
それぞれゴルゴンとレッドンを操作し、上から降ってくる「命」を食べさせる、ポポゾンシリーズと同じ要領のゲームである。「命」は一つ食べると10点。また文字を食べるごとに横のモニターに映っている画像が分かりやすくなり(前期では渦巻き加工されている画像が徐々にもとに戻っていく、後期はモザイクになっている画像が徐々に鮮明になっていく)、最終的にモニターに何が映っているか当てるとボーナス50点が加わる。また、途中振ってくるボーナスアイテム「炎」を食べると振ってくる文字が「命」から「祝」に変わり、食べ放題モードとなる。
サンバ de あたまとり
基本ルールは「サンバdeしりとり」と同じだが、単語の最後ではなく最初をとるのが特徴。
ニャンじゃ屋敷（最終決戦）
5×5のマスのマジックフィールドの中から両チーム、角(ゴルゴチームは視聴者から見て左前、てれび戦士チームは右後ろ)から交互にタテ、ヨコ1マスずつすすんでいく。マスの中には、踏むと「バリニャン」と呼ばれるモンスターが出現するマスがあり(事前に判別することはできない)、これを踏んでしまうと踏まれたバリニャンがフィールド内を駆け巡り、どこかのマスを引っかく（どこを引っかくかわからない）。引っかかれたマス及び一度踏まれたマスは消えてなくなる。ただ、出現したマスをそのままひっかく＝バリニャンを踏んだ人が引っかかれることもあり、自分のマスをバリニャンに引っかかれるか、進むマスが無くなったら敗北となる。ゴルゴチームはゲスト→ゴルゴの順、てれび戦士チームは獲得したポイント分、レッドがメンバーを選抜する（ポイントを獲得できなかった場合でもお情けとして1人だけ挑戦可能）。勝ち残り方式で試合をしていき、1人でも残ったチームの勝利となる。

### 放送日程
| 回 | 初回放送日     | ニセゴルゴ | ゲスト                   | 注釈      | 出典   |
| -- | -------------- | ---------- | ------------------------ | --------- | ------ |
| 01 | 2003年04月10日 | トラ       |                          | [ 注 2 ]  | [ 80 ] |
| 02 | 2003年04月17日 | ネズミ     | マギー審司               | [ 注 3 ]  | [ 81 ] |
| 03 | 2003年04月24日 | ドラゴン   | 山田まりや               | [ 注 4 ]  | [ 82 ] |
| 04 | 2003年05月01日 | ウシ       | 原口あきまさ             | [ 注 5 ]  | [ 83 ] |
| 05 | 2003年05月15日 | ウサギ     | 眞鍋かをり               | [ 注 6 ]  | [ 84 ] |
| 06 | 2003年05月22日 | ヘビ       | 小池栄子                 | [ 注 7 ]  | [ 85 ] |
| 07 | 2003年06月05日 | ヒツジ     | 王様                     | [ 注 8 ]  | [ 86 ] |
| 08 | 2003年06月12日 | ウマ       | マギー司郎               | [ 注 9 ]  | [ 87 ] |
| 09 | 2003年06月19日 | サル       | 仲根かすみ               | [ 注 10 ] | [ 88 ] |
| 10 | 2003年06月26日 | イヌ       | くりぃむしちゅー         | [ 注 11 ] | [ 89 ] |
| 11 | 2003年07月03日 | イノシシ   | ホーム・チーム           | [ 注 12 ] | [ 90 ] |
| 12 | 2003年07月10日 | トリ       | ブライアン・ウォルターズ | [ 注 13 ] | [ 91 ] |

### スタッフ
- 構成 - 高瀬かふん、内海邦一、丸山智子

| 天才てれびくん CGスタジオゲーム  | 天才てれびくん CGスタジオゲーム | 天才てれびくん CGスタジオゲーム |
| -------------------------------- | ------------------------------- | ------------------------------- |
| 2002年度天てれゲームスクランブル | 2003年度ゴルゴ13人              | 2003年度ゴルゴ13面相            |

## ゴルゴ13面相

### 概要
2003年度後半の木曜日（最終回のみ水曜日）に放送。全12回で素顔と変装12種類を合わせて13面相という意味である。なお、最終回のストーリーパートでは川﨑樹音にも変装している。
基本ルールなどはゴルゴ13人と変わらないが新ゲームが追加された。今回は本物のゴルゴはさらわれたわけではなく旅行中という設定である（とはいえ不在ではある為、ゴルゴ13人同様登場はしない。最終回ラストシーンで帰還し、それがゴルゴ十三面相における最初で最後の本人としての出演であった）。偽ゴルゴが今度は新たな敵として13の顔になって立ちはだかる。エトワールの目的は「究極の力」だった。
なお、最終回に限りレッドチーム側にてれび戦士及びレッド以外のメンバー（間寛平）が参加した。

### ゲーム解説
黒猫探偵社
記憶のメリーゴーランド同様映像を用いた間違い探しクイズ。まず黒猫探偵が極秘に調査した（という設定）のアニメーション映像が流れ、その映像を確認した後、今度は白猫探偵がいたずらして5つの場所が変わった状態の映像を見せられる。変わった場所が分かった時点で早押しで解答し、正解であれば1ポイント。決着がつくまで黒猫映像と白猫映像は交互に流され続け、2巡目以降は黒猫映像で正解が分かった場合でも解答可能。
字〜メン捜査線
「文字の迷宮」のバージョンアップ版。ある文字の形をしている建物の中をゴルゴ13面相が逃げ回っている映像を見ながら何の文字かを当てる。全員参加の早押しで当てたチームの勝利。なお、映像の最後ではゴルゴ13面相が飛行船に乗って退場し、それを追うようにアングルが上から見た形に変わるという方式で正解発表が行われる（よって、あまりにもどちらのチームもわからない場合は少し上から見た文字が見える場合もある）
亀ライダーMAX
代表者を1人選出してスタート（ゴルゴチームはゲストから、レッドチームは戦士から選出）。前半は代表者がジェスチャー役、残りメンバーが解答役となってジャスチャークイズを行い、正解した数だけ得点を獲得。後半は正解数だけ先に進んだ亀が高速で戻ってくるのをタイミングよくスタート地点で止めるチャレンジに挑戦する。このチャレンジの結果による得点の増減も含め、最終的に得点が多かった方が勝利。
前期は亀を止められれば得点はプラス5点、止められなければ得点はマイナス5点。後期は亀の速度を指定できるようになり（標準・2倍・3倍）、標準で止めれば得点はそのまま、2倍・3倍で止めた場合は得点もそれぞれ2倍・3倍となる（止められなかった場合のペナルティはマイナス5点のまま）。なお、ジェスチャーゲームを終えた段階で勝敗が確定していてもチャレンジは行われる。
シャッフルネーム
有名人もしくはグループ名が答えとなるアナグラム問題を早押しで解答する。正解するとその文字数が得点となる。最終問題はいままでに登場した文字から出題され、正解すればその文字に含まれている相手チームのポイントを横取りする。獲得ポイントの多いチームの勝利。
途中からリニューアルされ単純に3問中多く正解したチームの勝利となった。
タイムマシンすごろく
基本ルールはなりきりすごろくと同じ。
ニャンじゃ屋敷W（最終決戦）
基本ルールは変わらないが、一回で2箇所引っかくダブルバリニャンが配置された。ダブルは、1箇所目は必ず人がいないマスを引っかく。
なお、この年の年度末に行われた生放送では、出演したてれび戦士5人によるニャンじゃ屋敷Wのトーナメント戦が行われた。（エトワールは登場せず、進行はタマ部長とTIMが行った）

### 放送日程
| 回 | 初回放送日     | お宝       | ゲスト       | 注釈      | 出典    |
| -- | -------------- | ---------- | ------------ | --------- | ------- |
| 01 | 2003年09月18日 | 仏像       | ダンディ坂野 | [ 注 14 ] | [ 92 ]  |
| 02 | 2003年09月25日 | 優勝盾     | 島田珠代     | [ 注 15 ] | [ 93 ]  |
| 03 | 2003年10月09日 | まさかり   | やるせなす   | [ 注 16 ] | [ 94 ]  |
| 04 | 2003年10月16日 | フライパン | ふかわりょう | [ 注 17 ] | [ 95 ]  |
| 05 | 2003年10月23日 | 王冠       | 神田うの     | [ 注 18 ] | [ 96 ]  |
| 06 | 2003年10月30日 | ステッキ   | 仲根かすみ   | [ 注 19 ] | [ 97 ]  |
| 07 | 2003年11月13日 | 水晶       | マギー司郎   | [ 注 20 ] | [ 98 ]  |
| 08 | 2003年11月20日 | 巻物       | MEGUMI       | [ 注 21 ] | [ 99 ]  |
| 09 | 2003年11月27日 | 皿         | 佐藤江梨子   | [ 注 22 ] | [ 100 ] |
| 10 | 2003年12月04日 | ブラシ     | 山咲トオル   | [ 注 23 ] | [ 101 ] |
| 11 | 2004年01月15日 | 制服       | はなわ       | [ 注 24 ] | [ 102 ] |
| 12 | 2004年03月24日 | 印籠       | 間寛平       | [ 注 25 ] | [ 103 ] |

### スタッフ
- 構成 - 内海邦一、丸山智子

| 天才てれびくん CGスタジオゲーム | 天才てれびくん CGスタジオゲーム | 天才てれびくん CGスタジオゲーム |
| ------------------------------- | ------------------------------- | ------------------------------- |
| 2003年度ゴルゴ13人              | 2003年度ゴルゴ13面相            | 2004年度天てれゲームゾーン      |

## 3人だけの小学校〜夏休みふれあい日記〜
- 放送日：2003年9月1日（月曜）
- ロケ場所：長崎県江島 江島小学校
- てれび戦士：井出卓也、堀口美咲、豕瀬志穂
- 出典：[33]

## レッド吉田のとっておき京都ツアー

### 基礎情報
- 放送日：2003年9月2日（火曜）
- ロケ場所：京都府京都市
- てれび戦士：ド・ランクザン望、中村有沙、桜井結花、張沢紫星
- 出典：[34]

### 内容
TIMをてれび戦士に「ゴルゴさんたち」と呼ばれ自信を無くすレッド吉田はてれび戦士の心をつかみ、自分の凄さをアピールするため故郷の京都を案内する。
清水寺
レッド吉田との待ち合わせ場所は清水寺。「（参加するてれび戦士は）4人だけか!?もっと来なかったのか!?」とレッド吉田の問いかけ、「レッドさんが好きなのはこの4人だけなんです」とてれび戦士が答える。レッド吉田が「うれしいやら悲しいやら」と苦笑い。
バス移動
レッド吉田がバスガイドとして司会進行するもてれび戦士のノリが悪い。「だってレッドさんひとりなんだもん」と答えるド・ランクザン望。バスの中から東本願寺を眺める。レッド吉田が「どこに行きたい?」尋ねると、てれび戦士が「京都タワー」「金閣寺」「銀閣寺」と答える。
南禅寺
さっき言った希望と違うと困惑するてれび戦士。本堂の三門の前で立ち止まるも本堂には行かない。さらに困惑するてれび戦士をよそに南禅寺を徒歩で通過してしまう。
東山高等学校
本当の目的地は南禅寺の隣にあるレッド吉田の母校、東山高等学校。校長室でレッド吉田の高校1年の時の担任で2003年時点の校長、奥田観信と20年ぶりの再会。
てれび戦士がレッド吉田の高校の成績が知りたいと聞くと、本物の成績表を見せる「64点で真ん中よりは上」。
以前の番組での発言「甲子園に出てエースピッチャーだった」のは本当なのかを訪ねる。校長はレッド吉田が高校3年の時、1983年夏の甲子園の出場を決めた京都大会優勝の時の集合写真を見せる。さらに優勝した時の新聞記事の切り抜きを見せる。記事の中にあった『東山チーム選手のひとこと』で「吉田永憲選手 最高や。決勝戦ではベンチで声を張り上げていたからのどがかわいた。」と書かれており、エースピッチャーではなかったことがてれび戦士にバレる。野球部での活躍を疑問視するてれび戦士に「球速130kmは出ていた」と豪語するレッド吉田。
東山高等学校グラウンド
「本当に130キロの球を投げたのか?!」を当時の野球部員と監督に聞く。「元気はあった」「京都大会予選4回戦で8回まで抑えきったおかげでエースピッチャーの負担が減った」と散々な言われよう。
レッド吉田がユニフォームに着替えピッチャーとしての実力をてれび戦士に見せる。1投目は大外しの暴投で79キロ、2投目はストライクになるが101キロ。「この程度だったら俺でも打ちます」とド・ランクザン望がバッターとして対決。結果は2球連続空振り、3球目ピッチャーゴロ。無事に勝利し、はしゃぐレッド吉田に「大人げない!」とコールする中村有沙と桜井結花。
京都市南区九条
「レッド吉田 初笑われの地」小学2年生の時にかっこつけてチェーンゲートを飛び越えようとしたが鎖に足が引っ掛かり無様にコケてしまい女子に笑われた場所。
「レッド吉田 初自転車の地」小学4年生の時に自転車を初めて乗った横断歩道。
「レッド吉田 いきつけのひやしあめ屋」銭湯帰りによく寄り、夏は3日に1回飲んでたひやしあめ屋。てれび戦士が試飲。
バス移動
京都のおいしい料理が食べたいというリクエストにレッド吉田が「スゴイ料理人」を紹介。てれび戦士は料理に使う材料を集める。
オリソース
ド・ランクザン望と張沢紫星は「オリソース」を探す。2人はソースのにおいを頼りにソース屋「ツバメ食品」を訪ねる。
てれび戦士はソースの製造過程を見学。野菜や果物を煮込んだものに十数種類のスパイスを加えて香りや風味をつけていく。てれび戦士がむせるほどの強烈な香り。これにカラメルや黒蜜などを加えると黒いソースとなり、10日間ほど寝かせるとウスターソースが完成する。スパイスなどの「オリ」がタンクの底に沈んだ味の濃い部分をオリソースと呼んでいる。オリソースを取り出してもらい、てれび戦士が舐めてみる「チョコレートみたい」「からーい」。
九条ねぎ
中村有沙と桜井結花は「九条ねぎ」を探す。街の人から京野菜農家の佐伯昌和を教えてもらい八百屋（自宅軒先の野菜直売所）に向かう。てれび戦士は鹿ケ谷かぼちゃに興味。てれび戦士は水なすを試食するが中村有沙は苦手。
九条ねぎは冬が旬のため今は売っていない。てれび戦士は佐伯昌和の畑で九条ねぎを直接収穫。
お好み焼き
てれび戦士は無事、材料を手に入れて料理の達人が待つ「お好み焼き屋」に向かう。「料理の達人」は実家のお好み焼き屋で高校生の頃から手伝っていたレッド吉田だった。作るのは九条ねぎをいっぱい使った「ねぎ焼き」。味のポイントはネギの甘さを引き立たせる「牛の油かす」。レッド吉田が料理過程を見せて、てれび戦士が食す。一通り食べた後、オイソースをつけたねぎ焼きにチャレンジ。中村有沙は辛いリアクションをするが、桜井結花は平気、評価は「おいしい」。最後はてれび戦士がお好み焼き作りにチャレンジ。
鴨川
鴨川の川岸で旅の感想。レッド吉田は好感度を上げることに成功する。その後、ゴルゴ松本から電話があり焼肉に誘われ、急いで京都を去るてれび戦士。

## 南の島に謎の生物を追え!

### 基礎情報
- 放送日：2003年9月3日（水曜）
- ロケ場所：沖縄県宮古島
- てれび戦士：俵小百合、堀江幸生
- 指導：皆川哲
- 出典：[35]

### 内容
宮古島で謎の生物「マクガン」を探しにてれび戦士が4日間の大冒険。
1日目
やってきたのは宮古島の西にある森。マクガンが好きな食べ物は「アダンの実」。アダンの木を探し始めるが、大きなジョロウグモに出会い、俵小百合はもちろん、堀江幸生も怖がる。横道から森の中に入り、アダンの実を見つけるがマクガンが見当たらないため、さらに森の奥へ進む。気温32度の中、探すこと2時間。マクガンが夜行性なことに気づき「アイスクリームをおごるから」と謝る案内役の皆川哲。
夜になり、捜索再開。「カサッカサッ」という足音を頼りに探す。ライトを当ててもすぐには逃げない。探す途中に天然記念物のムラサキオカヤドカリを発見して観察するが、この日はマクガンの姿を見ることが出来なかった。
2日目
昼間はマクガンが出てこないため、入り江の湿地帯で南の島特有の生き物のシオマネキとミナミトビハゼを観察する。
夜の海岸でオカガニの産卵を観察。その後、マクガンを捜索するが足音すら聞くことが出来なかった。
3日目
日が暮れるまで島を探検。小さな熱帯魚とナマコを観察した後、割り箸を使った熱帯魚釣りにてれび戦士が挑戦。より大きな熱帯魚を釣ったのは俵小百合。
夜になり、マクガンを捜索。3日目にして初めて足音が聞こえ、子供のマクガンを発見。「子供!?大人じゃないんですか?どんだけでけえんだよ!」と驚くてれび戦士。
新目標「大人のマクガン探せ!!」。大人のマクガンは両手を広げると約60cmもある。マクガンの正体は「ヤシガニ」。
4日目（最終日）
何としても大人のマクガンを探すため、小学校を訪ねて地元の子ども3人がマクガン探しに加わる。この日は動物が活発になる満月の夜。マクガンを見つけるが子供だった上に逃げられてしまう。近くをくまなく探すが見つけることが出来ず。他の場所を探すが足音すら聞こえず。地元の子どもたちのおすすめポイントに移動。重さ2.5kg、推定10歳の巨大マクガンを発見した。

## 本日封切!手作りアニメ

### 基礎情報
- 放送日：2003年9月4日（木曜）
- ロケ場所：京都府、NHK放送センター
- てれび戦士：山元竜一、前田公輝、飯田里穂、川﨑樹音
- 指導：ヘラルド・アルバレス、平林真也子
- 出典：[36]

### 内容
MTK「サンデーモーニング」の人形アニメを制作したヘラルド・アルバレスの指導の下、てれび戦士が手作りアニメに挑戦する。
京都訪問
ヘラルドの住んでいるてれび戦士4人は京都に向かう。まず、パラパラマンガでアニメの仕組みを簡単に教わり、ヘラルドの作品「ヴァンパイヤショー」の映像を見せながらストップモーション・アニメーションの仕組みを教わる。
ヘラルドは京都の町を歩くだけでいろいろなアイデアが浮かぶと言い、てれび戦士と京都観光。清水寺でご利益のある「音羽の滝」の水を飲むてれび戦士。
祇王寺で京都観光で得たアイデアを絵にする。採用されたアイデアは山元竜一の「ヒラめきちゃん」、飯田里穂の「滝」と「竜」、前田公輝の「ゴルッド」と「ライアン」、川﨑樹音の「しずくくん」。4人それぞれが別々のアニメを作るのは大変なので男子組と女子組の2人1組でアニメを制作することに。
絵コンテ
東京に帰ったてれび戦士はアニメーション作りを開始する。まずは絵コンテを作る。自分たちの作った登場人物にどこで何をさせるかを話し合い絵コンテに書き込んでいく。
飯田里穂と川﨑樹音が作った絵コンテ。主人公はしずくくん。音羽の滝をイメージした滝で守り神の竜と出会い友達になる。そこに悪者のかみなり王が襲ってくるが、竜が戦って追い払うというストーリー。
山元竜一と前田公輝が作った絵コンテ。悪者のゴルッドがヒロインの天子ちゃんをさらってしまう。正義の味方、ヒラめきちゃんとライアンが天子ちゃんを助けにゴルッドの城に向かう。2人はいろいろな困難を乗り越えて無事、天子ちゃんを救い出すストーリー。
ストーリーが決まったらシーンごとに秒数を決めていく。登場人物になった気持ちでシーンを想像して時間を図る。
キャラクター設計
キャラクターの表情を作るためにいくつものパーツを作らなければならない。それを1カットごとに付け替えて撮影していくと動いて見える。目や口のパーツを絵コンテから必要な分だけ書き出すてれび戦士。男子の作品ではスポンジやプラスチック系の材料を使ってキャラクターを作る。女子の作品では目や口の表情を中心としたキャラクターのため粘土系の素材を使う。最後に背景セットのデザインを描く。紙や木材など材料を考えながら色を塗っていく。
材料購入
アニメ制作2日目。材料を買いに行く。男子組が使うのは自分で色を塗るタイプの高性能プラスチック造形材。女子組が使うのは最初から色がついている粘土のオーブンクレイ。
キャラクター制作
アニメ用の人形作りのはじまりは針金を何重にも折り返してそれをしっかりより合せ、自由に曲がる太い針金を作っていく。これがキャラクターの骨格となる。
山元竜一が作る「天子ちゃん」は薄いスポンジにスプレーのりをかけて針金の骨に肉付けする。それを人の形に切っていく。その上から色のついた布を貼り付け厚みを加えていく。
前田公輝が作る「ライアン」は発泡スチロールの筒を切って胴体を作り、針金で作った足を差し込む。位置を決めたら別の針金で胴体と足を固定する。ライアンの足に薄いスポンジで肉付けを施す。頭は発泡スチロールの球体に高性能プラスチック造形材を薄く伸ばして貼り付ける。それを熱湯で3分間ゆでるとプラスチックが固まる。
飯田里穂が作る「竜」は針金を軸に青・緑・水色の縞々模様の胴体になるようオーブンクレイを巻き付けていく。
川﨑樹音が作る「しずくくん」は小さい塊のため針金の骨は使わない。体のベースと白目を作る。表情を変えるための口のパーツを何種類も作る。
セット制作
アニメ制作3日目。背景となるセットを作り始める。
女子組はクリスタルアニメーション台を使う。箱の底に背景のセットを組み、上のガラス板にキャラクターを置いて撮影する。それにより立体的な表現ができたりキャラクターだけを動かして撮影することができる。流れ落ちる滝を表現するため薄いプラスチックの板に透明な接着剤を波状につけていく、その上に銀色の粉をふる。同じものをもう1枚作り、2枚を重ねたて上の板だけを上下に動かすとキラキラした滝のように見える。
男子組はセットに使う小道具を作り。黒光りした鉄の感じを出すためには一度塗料をふき取った筆で上から塗るとより重厚感が増すとアドバイス。男子組のストーリーはアクションが多いため大掛かりのセットになった。古城が舞台のためレンガの壁作り、茶色い紙にマジックで線を引いただけでレンガを再現。次に石の床をイメージして模様を書き込む。最初は前田公輝が担当していたがセットが大きく単調な作業のため山元竜一に交代。その間に前田公輝はレンガの柱を作る。
アニメ制作4日目。男子組はセットが大きく超大作となったため制作が遅れ朝から作業。対して順調な女子組はお昼にやってきた。
里穂・樹音 撮影開始
女子組はセットが出来上がりキャラクターに目を入れて準備完了。撮影を開始する。1秒間10コマで撮影したものをパラパラマンガと同じようにつなぎ合わせる。人形を動かすのは川﨑樹音。1カット撮るごとに滝の板も忘れないように上下に動かす。
苦戦する 山ちゃん・公輝
アニメ制作5日目。この日、男子組の2人は「なりきりシンガーズスペシャル SMAPになりきりたい!」のリハーサル。それが終わってから休む間もなくアニメ制作に取り掛かる。撮影6日目でようやくセットとキャラクターが完成する。
山ちゃん・公輝 撮影開始
男子組が作ったキャラクターは数が多くて動きが細かい。ヒラめきちゃんとライアンの目を貼りかえる回数も多い。大きな球が坂道を転がりヒラめきちゃんとライアンを襲うシーンでは発泡スチロールできた黒い球にスプレーのりを吹き付けて貼りつけ、1カットごとに坂道を少しずつ転がす。人形と球を同時に動かす高等テクニックだが完成した映像を見て疲れも吹き飛ぶ。
先に女子組が撮影を終え、時刻は午後7時38分。作業できるのは午後8時まで、完成させるべく真剣な表情で作業する男子組。そしてラストシーンの撮影。ライアンとヒラめきちゃんが黒い球を飛び越えるシーンを撮影するため、女子組が使っていたアニメーション台に舞台を移し、黒い球を半分に切ってガラスの板に置く。撮影の疲れも忘れて最後まで真剣に取り組み無事撮影完了。
録音
アニメ制作7日目。セリフや音楽を吹き込むアフレコに取り掛かる。女子組は川﨑樹音が一人ですべての声を担当。男子組は2人で声を分担。音楽は自分たちで選んだCDを持ち込み作業。
上映会
完成した作品の上映会。
- 飯田里穂・川﨑樹音「竜が守るお寺」
- 山元竜一・前田公輝「レバンチャ デ ゴルッド 〜ゴルッドの逆襲〜」

## カメカメラ大王
2003年12月2日（火曜）放送。TIM的、てれび戦士的なものをてれび戦士がデジカメで撮影しスタジオで審査。

## 2004年3月25日 木曜
| 生放送 | 2002 - 2003 - 2004 |

『天才てれびくんMAX』2003年度の年度末に編成された1回のみの特別生放送。
放送日時
2004年3月25日 木曜 18:25 - 19:00（35分）
スタジオ出演
TIM、堀江幸生、村田ちひろ、 ド・ランクザン望、中村有沙、川﨑樹音
内容
- テレビ電話中継（井出卓也）
- ニャンじゃ屋敷Wスペシャル!
- てれび戦士がふりかえる 一年間の思い出
- お便り紹介

出典

## 風雲!エドロポリス
番組名
天才てれびくんMAXスペシャル IN 高崎 風雲!エドロポリス
放送日時
- 本放送：2003年09月23日 火曜09:00 - 10:30 秋分の日
- 再放送：2003年11月08日 土曜10:05 - 11:35

収録会場
2003年8月23日 群馬県高崎市 群馬音楽センター
あらすじ
経営難のテーマパーク「エドロポリス」を舞台にそこで働く人々の恋愛やライバル関係、そして乗っ取りをたくらむ一味との戦い。
出演者
- HK学園（ハイパーキングダム学園）
  - ブライアン・ウォルターズ
  - 井出卓也
  - 飯田里穂
  - 前田公輝
  - 山川恵里佳
  - 間寛平
  - 白木杏奈
  - どーよ
- エドロポリス
  - 俵小百合
  - 烈怒之助（レッド吉田）
  - 沖田竜一（山元竜一）
  - 土方ちひ三（村田ちひろ）
  - 幸生どん（堀江幸生）
  - やぎっち十兵衛（八木俊彦）
  - ジェット紫星（張沢紫星）
  - 人形使い（中村有沙）
  - 占い師（近藤エマ）
  - 猛獣使い（川﨑樹音）
  - 石田一刀（石田靖）
  - おしほ（豕瀬志穂）
- システム★エラー
  - 岩井七世
  - 堀口美咲
  - ジョアン・ヤマザキ
- ウエスタンシティ
  - ゴルゴンゾーラ（ゴルゴ松本）
  - ド・ランクザン望
  - マイケル・メンツァー
- 講談師
  - 桜井亭結花丸（桜井結花）

内容
- MTK「ぼくらのロック・シティ We built this city」ザ・ヤマチーズwithふたりいる。
- 一幕「エドロポリスターズ登場!」
- 二幕「悪とオレンジジュース!」
- MTK「サンダーモーニング」飯田里穂
- 三幕「ダジャレの罪!」
- 四幕「運命の出会い!」
- 五幕「最強最悪タッグ誕生!」
- 六幕「ショー早くも挫折!」
- MTK「泣けちゃうの You caught me out」システム★エラー
- MTK「BAKAはここにいる」俵小百合
- 七幕「悪党達の挽歌!」
- 八幕「まごころをキミに!」
- MTK「虹の都へ」ブライアン・ウォルターズ
- 九幕「忍(しのび)とは大切な人を守る事と見つけたり!」
- ダンス×2 システム★エラー（作曲：シャラク）
- MTK「Go! Go! たまご丼」間寛平 with TDD
- 振り返りトーク
- エンディング「good day」てれび戦士2003

スタッフ
- 振付：T-ASADA
- 殺陣：岸哲生
- 構成：森
- 演出：村上貴英、西部裕樹
- 制作統括：中澤俊哉

出典

## モンキー座のゴルゴ13面相
番組名
天才てれびくんMAXスペシャル in NHKホール モンキー座のゴルゴ13面相
公演名
スーパー(?)ミュージカル!モンキー座のゴルゴ13面相!
放送日時
- 本放送：2004年2月11日 水曜09:00 - 10:30 建国記念の日
- 再放送：2004年4月29日 木曜09:00 - 10:30 みどりの日

舞台裏
- 放送枠：2004年2月11日 水曜18:40 - 19:00

収録会場
2004年2月1日 東京都渋谷区 NHKホール
出演者
- モンキー座
  - 女優（岩井七世・村田ちひろ・俵小百合・堀口美咲・中村有沙）
  - 男優（ブライアン・ウォルターズ）
  - 脚本家・杏奈先生（白木杏奈）
  - 杏奈の助手（飯田里穂・豕瀬志穂）
  - 演出助手（山元竜一）
  - レッド監督（レッド吉田）
- スポンサー
  - ド・ランクザン望
  - 桜井結花
  - トクナガヒデカツ
  - 俵有希子
- レポーター
  - TTKテレビ（山川恵里佳）
  - 演劇評論家・幸生先生（堀江幸生）
  - 幸生の助手（マイケル・メンツァー）
  - カメラマン（岸哲生）
- ブラックキャッツ
  - ゴルゴ13面相（ゴルゴ松本）
  - 井出卓也
  - 前田公輝
  - ジョアン・ヤマザキ
  - 近藤エマ
- モンキーズ
  - 間寛平
  - 張沢紫星
  - 川﨑樹音
- 声の出演
  - エトワール（高田由美）

歌
1. 「モンキーマジック」A.T.7
2. 「Together Forever」SYANIS
3. 「JUNGLE FUTURE」ノイジー・モンキーズ
4. 「星と月の仲間」白木杏奈
5. 「水玉」ホワイトクローバー
6. 「泣けちゃうの You caught me out」システム★エラー
7. 「カンペキ」井出卓也
8. 「旅人は星を数える Days Are Numbers」MEMORIES
9. 「それっきゃないかもね」堀江幸生
10. 「Go!Go!たまご丼」間寛平 with TDD
11. 「ぼくらのロック・シティ We built this city」ザ・ヤマチーズwithふたりいる。
12. 「good day」てれび戦士2003

スタッフ
- 歌唱指導：塚田良平、福岡ユタカ
- 振付：T-ASADA
- 殺陣：岸哲生
- 構成：丸山智子
- 演出：三好健太郎、村上貴英
- 制作統括：中澤俊哉

出典